# Dallas Clark
Dallas Dean Clark (Sioux Falls, 12 de Junho de 1979) é um ex-jogador de futebol americano da National Football League que atuava na posição de tight end. Ele foi escolhido pelo Indianapolis Colts como a 24ª escolha no Draft de 2003 da NFL e jogou em Indiana até 2011 e depois se transferiu para o Tampa Bay Buccaneers, onde jogou toda a temporada de 2012. Ele estudou na University of Iowa.

## High School
Dallas Clark praticou vários esportes enquanto estudava na Twin River Valley High School, como basquete, futebol americano e atletismo. Jogou de inicio na defesa e depois se torno wide receiver. Sua família também esta ligada ao esporte como um dos irmãos que jogou no college football e outro praticante de beisebol.

## Carreira na Universidade
Em 1999, Dallas Clark ingressou na Universidade de Iowa mas só começou a jogar futebol americano um ano depois. Jogando como linebacker, Dallas conseguiu 6 tackles no special teams. Em 2001, devido a sua velocidade e mobilidade foi posto pelo staff do time como tight end e ele atuou por 10 jogos como titular no ano de 2001 fazendo 38 recepções para 539 jardas e 4 touchdowns.
Dallas Clark melhorou muito nos próximos dois anos sendo selecionado para o All-Big Ten, para o time All-American e em 2002 ele recebeu o John Mackey Award de melhor Tight End universitário pela Nassau County Sports Commission. Ele também venceu o Kenny Yana Award no final da temporada de 2002 e ele ainda ajudou a universidade de Iowa a ganhar o título da Big Ten com 11 vitórias e 2 derrotas. Dallas Clark terminou a faculdade com 1 281 jardas recebidas em apenas 2 anos.

## NFL

### Indianapolis Colts
Dallas Clark foi selecionado pelo Indianapolis Colts no Draft de 2003 na primeira rodada como a 24ª escolha no geral. Ele começou 10 jogos como titular e fez 340 jardas antes de quebrar a perna no final da temporada. Clark começou como titular em 15 jogos de 2005 e faz 37 recepções para 488 jardas, além de 4 touchdowns.
Clark começou 11 jogos na temporada de 2006 antes de sofrer uma contusão no joelho em novembro durante um jogo de Philadelphia Eagles. Porém ele conseguiu retornar para os playoffs e ajudar os Colts a chegar ao Super Bowl. Durante os playoffs de 2007, ele fez 17 recepções para 281 jardas. Clark chegou no Super Bowl XLI em fevereiro de 2007 com o Indianapolis Colts. Na vitória de 29 a 17 sobre o Chicago Bears, ele fez 4 recepções para 36 jardas.
Clark voltou para temporada de 2007 onde começou 15 jogos como titular e fez 58 recepções para 616 jardas e quebrou o recode de um tight end dos Colts com 11 touchdowns. No dia 19 de fevereiro o time de Indiana colocou a franchise tag nele. Mas no final do mesmo mês os Colts finalmente renovaram com Dallas Clark com um acordo de 6 anos valendo US$4,5 milhões por ano sendo um total de US$41 milhões, fazendo dele o tight end mais bem pago NFL na época. Em dezembro de 2008, Clark quebrou o recorde da franquia que pertencia ao Hall of Famer John Mackey por mais jardas por um tight end, sendo 848 jardas.
Em 21 de setembro de 2009, Clark teve a melhor performance da carreira ao somar 183 jardas e 1 touchdown em apenas 7 recepções em pleno Monday Night Football contra o Miami Dolphins. Essa também foi o quarto maior número de jardas recebidas por um tight end na história da NFL. Em 8 de novembro de 2009, em um jogo contra o Houston Texans, Clark fez 14 recepções; a melhor performance dele neste quesito. Em 3 de janeiro de 2009, em um jogo contra o Buffalo Bills, Clark fez sua 100ª recepção na temporada, fazendo dele apenas o segundo tight end a atingir essa marca na história da NFL. Ele terminou a temporada de 2009 com 100 recepções para 1 106 jardas e anotou também 10 touchdowns.
Em 17 de outubro de 2010, Clark sofreu uma contusão no pulso em um jogo contra o Washington Redskins e acabou indo para o injured reserve em 22 de outubro, colocando assim um fim em sua temporada. Depois que ele passou por uma cirurgia. Ele terminou a temporada com 37 recepções para 347 jardas e 3 touchdowns.[carece de fontes?]
Em março de 2012, ele foi oficialmente dispensado pelo Indianapolis Colts.

### Tampa Bay Buccaneers
Clark assinou um contrato com o Tampa Bay Buccaneers em 21 de maio de 2012. Ele terminou o ano 47 recepções para 435 jardas e 4 touchdowns.

### Baltimore Ravens
Em 13 de agosto de 2013, Clark assinou um contrato de um ano com o Baltimore Ravens. Ele se aposentou no ano seguinte.

## Números da Carreira
| Ano   | Time | Jogos | Titular | Rec | Jardas | Média | TDs |
| 2003  | IND  | 10    | 10      | 25  | 340    | 11,7  | 1   |
| 2004  | IND  | 15    | 13      | 29  | 423    | 16,9  | 5   |
| 2005  | IND  | 15    | 14      | 37  | 488    | 13,2  | 4   |
| 2006  | IND  | 13    | 9       | 30  | 367    | 12,2  | 4   |
| 2007  | IND  | 12    | 12      | 58  | 616    | 10,6  | 11  |
| 2008  | IND  | 15    | 15      | 77  | 848    | 11,0  | 6   |
| 2009  | IND  | 16    | 16      | 100 | 1 106  | 11,1  | 10  |
| 2010  | IND  | 6     | 6       | 37  | 347    | 9,4   | 3   |
| 2011  | IND  | 11    | 10      | 34  | 352    | 10,4  | 2   |
| 2012  | TB   | 16    | 7       | 47  | 435    | 9,3   | 4   |
| 2013  | BAL  | 12    | 0       | 31  | 343    | 11,1  | 3   |
| Total | -    | 141   | 112     | 505 | 5 665  | 11,2  | 53  |

- Fonte

## Outros trabalhos
Clark fez um participação na série de TV Criminal Minds do canal CBS como o oficial Austin Kent da força policial de San Diego no episódio "The Stranger" da sexta temporada.